# Johannesbasilika (Laren)

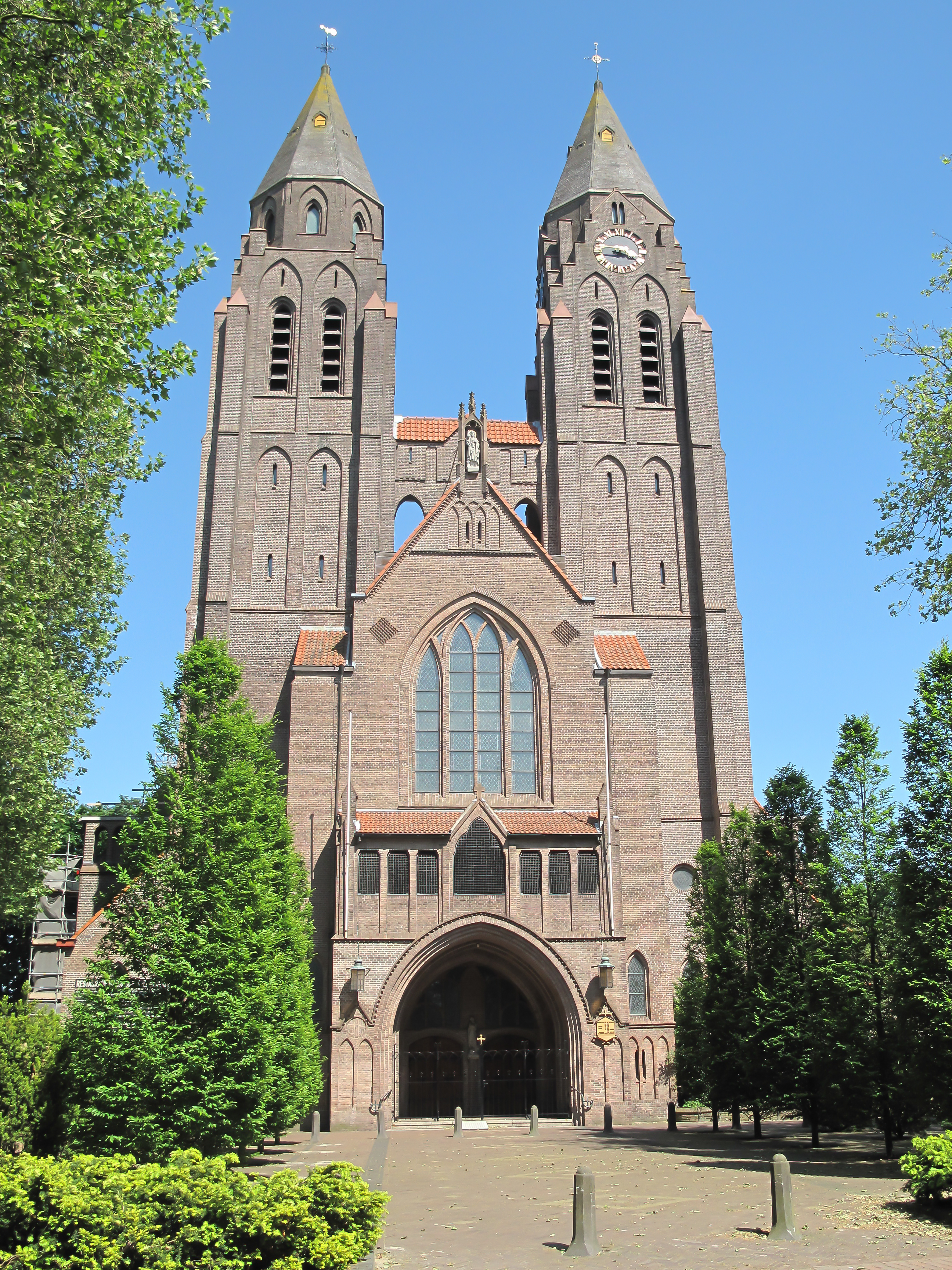
Turmfassade

Die Basilika St. Johannes der Täufer (niederländisch St. Jansbasiliek) ist eine römisch-katholische Kirche in Laren, Niederlande. Die Kirche ist dem heiligen Johannes der Täufer gewidmet, in Tradition der seit dem 11. Jahrhundert bestehenden Gemeinde. Die zum Bistum Haarlem-Amsterdam gehörende Kirche trägt den Titel einer Basilika minor und ist als Rijksmonument geschützt.

## Geschichte
Das Gebäude wurde von 1924 bis 1925 nach einem Entwurf des Architekten Wolter te Riele (1867–1937) erbaut. Als Baustil wurde die Neugotik mit expressionistischen Einflüssen in der Bauform einer Kreuzkirche gewählt. Der Neubau ersetzte eine Waterstaatskirche von 1844, die den westlichen Bereich der heutigen Kirche einnahm. Die Kirche wurde am 29. Oktober 1925 vom Bischof von Utrecht geweiht. Am 8. Dezember 1937 erhielt die Kirche durch Papst Pius XI. den Titel einer Basilica minor, auch wegen ihrer traditionellen Prozession.

## Architektur
Kreuzbasilika besteht aus einem Langhaus, dessen Länge seiner Breite mit den zwei Seitenschiffen entspricht, einer Vierung mit einer Kuppel, einem Pseudo-Querschiff mit absidialem Abschluss, einer siebenseitigen Apsis auf der Ostseite und einer Zweiturmfassade im Westen. Die Kirche ist in rotem Backstein ausgeführt, das Dach ist mit ebenfalls roten holländischen Pfannen bedeckt. Die Fensterschächte haben zumeist ziegelförmige Spitzbogenfenster mit Buntglasfenstern.
Die symmetrisch angeordnete Zweiturmfassade wird dominiert von den beiden 50 Meter hoch aufragenden, sich verjüngenden Türmen, die fast identisch sind. Zwischen den Kirchentüren steht auf einer Backsteinkonsole eine große Steinstatue von St. Johannes. Die Kuppel der Vierung hat eine quadratische Basis mit einem achteckigen Tambour in der Vierung, die durch ein achteckiges Zeltdach und eine achteckige Laterne geschlossen wird. Am Übergang von Quadrat zu Oktagon sind an den Ecken viereckige quadratische Türme angeordnet.
Die Kirche an Brink 31 bildet zusammen mit dem Pfarrhaus (Brink 33), dem ehemaligen Kloster (Brink 29) und der ehemaligen Mädchenschule ein geschütztes Ensemble entlang der östlichen Seite der Straße Brink.

## Ausstattung
Einige Fenster sind als Bleiverglasung ausgeführt. So erzählen die Bilder von Han Bijvoet im Chor das Leben von Johannes dem Täufer. Eine fünf Meter Bronzestatue von Leo Brom aus dem Jahr 1933 zeigt einen dienenden Johannes. Im Innenraum stellen vierzehn Fresken den Kreuzweg dar, gemalt von Pieter Cornelius de Moor (1866–1953).
Der Neubau übernahm die alte Orgel der Waterstaatskirche. Im Zweiten Weltkrieg wurde diese durch eine Orgel aus Verschueren ersetzt. 1974 folgte eine elektronische Orgel. 2002 konnte die Orgel der Kirche St. Johannes der Täufer in Amsterdam-Slotervaart übernommen werden. Das Instrument mit 32 Registern wurde von der ursprünglichen Orgelbaufirma Adema angepasst und eingebaut. Die Fertigstellung mit Einweihung erfolgte 2002.

## Prozession
Die Prozession findet traditionell zur Feier des Johannestags am 24. Juni statt. Die aus dem Mittelalter stammende Tradition wurde 1580 im Rahmen der Reformation wie jegliche Form der katholischen Gottesverehrung verboten. Trotzdem gingen die Einwohner allein oder in kleinen Gruppen, oft in der Dämmerung oder in der Nacht, auf den Friedhof. Um 1800 im Rahmen der französischen Besatzung mit der Batavischen Republik wurde die Tradition wieder aufgenommen, 1806 wurde die Bruderschaft des heiligen Johannes zur Durchführung der Prozession gegründet. Im Jahr 1886 fiel Fronleichnam auf den Johannestag und die Prozession wurde dauerhaft in eine Sakramentsprozession umgewandelt und feierlicher. Aus dieser Zeit stammen auch die Triumphbögen. Nach schwächeren Phasen nehmen heute 2000 Gläubige teil.